# Tal der Exter

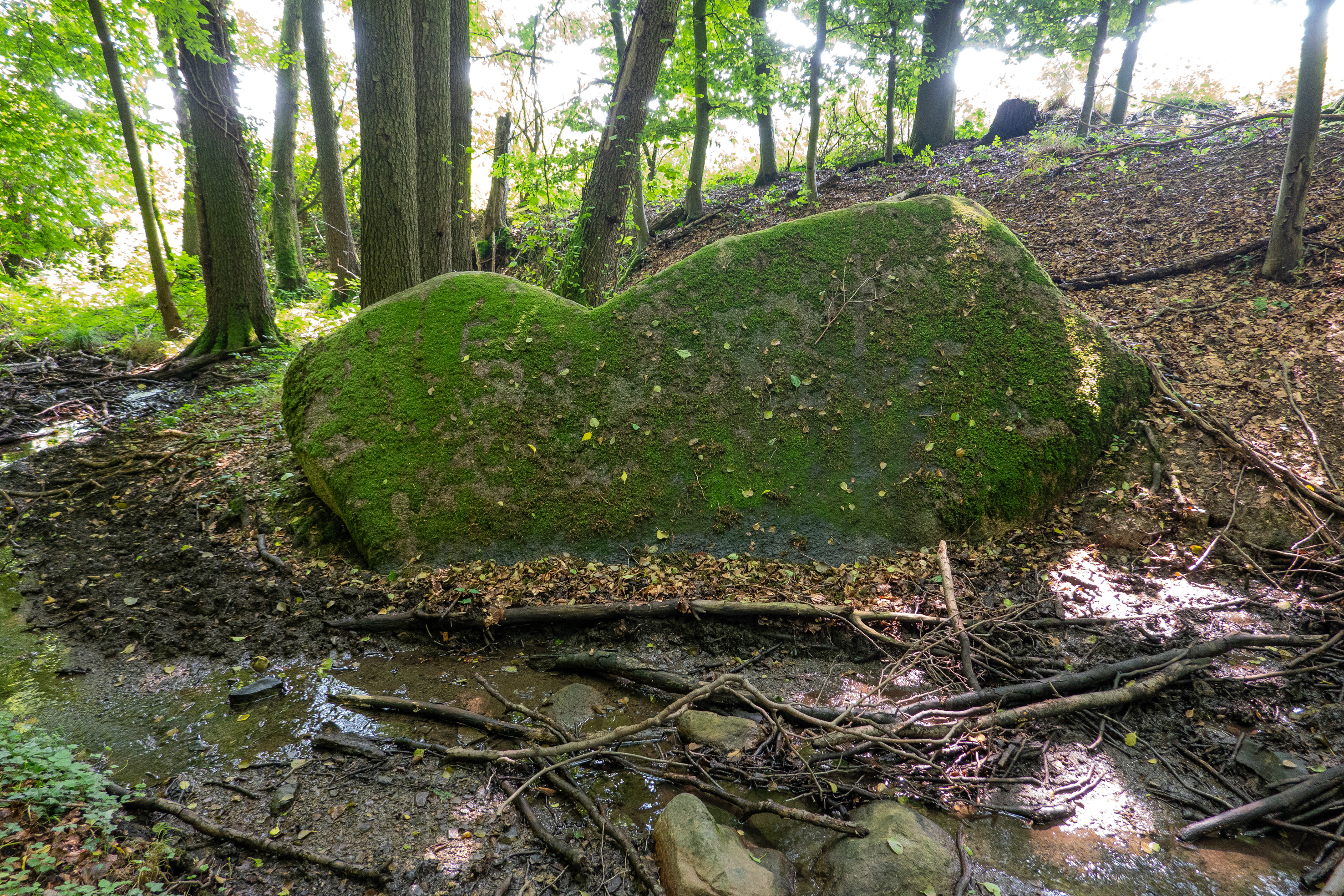
Der Evastein bei Almena

Das Naturschutzgebiet Tal der Exter liegt auf dem Gebiet der Gemeinde Extertal im Kreis Lippe in Nordrhein-Westfalen.

## Lage
Das aus drei Teilflächen bestehende Gebiet erstreckt sich nordwestlich und südwestlich von Bösingfeld, einem Ortsteil von Extertal, entlang der Exter, eines linken Zuflusses der Weser. Es liegt zu beiden Seiten der Landesstraßen 758 und 861. Am nördlichen und nordöstlichen Rand des Gebietes verläuft die Landesgrenze zu Niedersachsen.
Innerhalb des Naturschutzgebietes befinden sich nordöstlich des Ortes Almena bzw. westlich von Gut Rickbruch in einem Nebensiek der Exter mehrere Findlinge. Der größte und bekannteste von ihnen ist der sogenannte Evastein, ein 4 m langer, bis 2 m breiter und bis 1,6 m hoher Granitblock.

## Bedeutung
Das etwa 174,8 Hektar große Gebiet mit der Schlüssel-Nummer LIP-073 steht seit dem Jahr 2007 unter Naturschutz.